# Seznam ameriških scenaristov
Seznam ameriških scenaristov.

## A
Jim Abrahams - J. J. Abrams - Allen Adler - Ben Affleck - Robert Aldrich - Sherman Alexie - Woody Allen - Steve Antin - Judd Apatow - Robert Arthur (pisatelj) - Robert Arthur (filmski producent) - John Mallory Asher - John August - 

## B
King Baggot - Alan Ball (scenarist) - Anthony Barbieri - Ronald Bass - Noah Baumbach - Warren Beatty - Ira Steven Behr - Robert Benton - Gertrude Berg - Walter Bernstein - Alvah Bessie - Herbert Biberman - Karen Black - Shane Black - Allen Boretz - Charles Brackett - Leigh Brackett - Ray Bradbury - Brannon Braga - Richard Brooks - Julie Brown - Larry Buchanan - Sidney Buchman - William R. Burnett - Hugo Butler - 

## C
Kat Candler - Truman Capote - John Carpenter - Sidney Carroll - Chris Carter (scenarist) - John Cassavetes - David Chase - Paddy Chayefsky - Stephen Chbosky - Lionel Chetwynd - Al Christie - James Clavell - Herman Cohen - Rob Cohen - Anthony Coldeway - Lester Cole - Kerry Conran - Merian Caldwell Cooper - Wyllis Cooper - Francis Ford Coppola - Norman Corwin - Don Coscarelli - Wes Craven - Leanna Creel -

## D
Matt Damon - Dana Olsen - Frank Darabont - W. Scott Darling - Jonathan Demme - Pete Dexter - I.A.L. Diamond - Meyer Dolinsky - Jackson Douglas - Jay Dratler - Warren B. Duff - Gerald Duffy - Richard Dutcher - Allan Dwan - 

## E
Harry Elfont - Bret Easton Ellis - Cy Endfield - Nora Ephron - Joe Eszterhas -

## F
Douglas Fairbanks starejši - Hampton Fancher - Joseph Farnham - Henry Farrell - Peter Farrelly - Bobby Farrelly - Mark L. Feinsod - Bruce Feirstein - Frank Fenton - Romaine Fielding - David Fincher - Carrie Fisher - Lucille Fletcher - Carl Foreman - Daniel Fuchs - Bryan Fuller - Jules Furthman -

## G
Bob Gale - Lowell Ganz - Gene Gauntier - Karl Geary - Bruce Geller - Ted Geoghegan - Benjamin Glazer - Charles W. Goddard - James Goldman - William Goldman - Akiva Goldsman - Howard Gordon - Ruth Gordon - Stuart Gordon - Carl Gottlieb - Alfred Gough - David S. Goyer - Spalding Gray - Eric Guggenheim - Peter Guralnick - 

## H
Albert Hackett - Conrad Hall - Daniel Handler - Elmer Blaney Harris - Elizabeth Harrower (igralka) - Ben Hecht - Allan Heinberg - Brian Helgeland - Buck Henry - Jared and Jerusha Hess - John C. Higgins - Debra Hill - Ken Hixon - Sidney Howard - William Bradford Huie - Evan Hunter - Peter Hyams - 

## I
Thomas Harper Ince - William Inge - John Irving - 

## J
Elsie Janis - Paul Jarrico - Erik Jendresen - Patty Jenkins - Nunnally Johnson - Julien Josephson - Jerry Juhl - 

## K
Deborah Kaplan - Leonard Katzman - Charlie Kaufman - Sarah Kernochan - Steve Kloves - Howard Koch - David Koepp - Zoltán Korda - Harmony Korine - Chris Kreski - Stanley Kubrick - Tony Kushner

## L
Neil LaBute - John Landis - Noel Langley - Ring Lardner mlajši - Arthur Laurents - Lawrence Lasker - John Howard Lawson - Frederic Lebow - Charles Lederer - Malcolm D. Lee - Spike Lee - Robert Lees - Ernest Lehman - Henry Lehrman - Marianne Leone Cooper - Albert Lewin - Richard Linklater - Anita Loos - 

## M
Ernest Maas - Harold MacGrath - Willard Mack - David Magee - Richard Maibaum - Daniel Mainwaring - Terrence Malick - Albert Maltz - David Mamet - Loring Mandel - James Mangold - Herman J. Mankiewicz - Joseph L. Mankiewicz - Arnold Manoff - Frances Marion - D. M. Marshman mlajši - Steve Martin - Christy Marx - Ed McBain  - J.P. McGowan - Adam McKay - Drew McWeeny - Nicholas Meyer - Michael Goldenberg - Miles Millar - Arthur Miller - Herman Miller (pisatelj) - Tim Minear - William Monahan - Ronald D. Moore -

## N
Hal Needham - Edward Neumeier - Dudley Nichols - George Nolfi - 

## O
Dan O'Bannon - Ron O'Neal - Samuel Ornitz - Paul Osborn -

## P
Mike Pallagi - Robert Palmer - Norman Panama - Dorothy Parker - Trey Parker - Alexander Payne - David Peoples - S. J. Perelman - Nicholas Pileggi - Nancy Pimental - Abraham Polonsky - Richard M. Powell -

## Q
Harriet Quimby - 

## R
David Rabe - Theresa Rebeck - Reginald Rose - Brad Renfro - Tim Robbins - Phil Alden Robinson - Amy Keating Rogers - William Rose (scenarist) - Leo Rosten - Jean Rouverol - 

## S
Waldo Salt - Chris Sanders - Alvin Sargent - Herb Sargent - John Sayles - James Schamus - Dore Schary - Paul Schrader - Budd Schulberg - Josh Schwartz - Adrian Scott - George Seaton - Erich Segal - Harry Segall - George B. Seitz - David O. Selznick - Maxwell Shane - John Patrick Shanley - Irwin Shaw - Sidney Sheldon - Sam Shepard - Amy Sherman-Palladino - Bill Sherwood - Nell Shipman - Roger L. Simon - Kevin Smith - Aaron Sorkin - Sylvester Stallone - Darren Star - Joseph Stefano - Leslie Stevens - Douglas Day Stewart - Matt Stone - Preston Sturges - James Szalapski -

## T
Quentin Tarantino - Jim Taylor (pisatelj) - Billy Bob Thornton - Ernest Tidyman - James Toback - Tony Gilroy - Tracy Tormé - Robert Towne - Dalton Trumbo - Florence Turner - 

## U
Alfred Uhry - 

## V
Gore Vidal - Robert G. Vignola - 

## W
Andrew Kevin Walker - Irving Wallace - Frank Wead - Robert B. Weide - Orson Welles - Mae West - Nathanael West - Joss Whedon - Billy Wilder - Kevin Williamson - Michael Wilson (pisatelj) - Kurt Wimmer - Doris Wishman - Robert Hewitt Wolfe -

## Y
Frank Yablans - Herbert Osborne Yardley - Philip Yordan - Nedrick Young - A. P. Younger -  Ben Younger - Brian Yuzna -

## Z
Steven Zaillian - Lee David Zlotoff - Edward Zwick - 